# The Center for Medical Progress
The Center for Medical Progress est une association américaine pro-vie fondée en 2013 par David Daleiden,.

## Description
Il s'agit d'une association non-lucrative de type 501c.

## Controverse
En 2015, Daleiden a monté une fausse entreprise biomédicale nommée Biomax Procurement Services, afin d'enquêter sur la vente d'organes secrète de tissus/organes avortés de fœtus par l'organisation Planned Parenthood, considérée par cette association comme du trafic d'organes.